# Třebechovice pod Orebem
Třebechovice pod Orebem (jusqu'en 1920 : Třebechovice ; en allemand : Hohenbruck) est une ville du district de Hradec Králové, dans la région de Hradec Králové, en Tchéquie. Sa population s'élevait à 5 706 habitants en 2022.

## Géographie
Le toponyme fait référence à une colline, le mont Oreb (256 m), qui se dresse en rive droite de la Dědina (cs), dans un méandre.
Třebechovice pod Orebem est arrosée par la rivière Dědina, un affluent de l'Orlice, et se trouve à 12 km à l'est de Hradec Králové et à 112 km à l'est de Prague.
La commune est limitée par Librantice et Jeníkovice au nord, par Ledce à l'est, par Týniště nad Orlicí au sud-est, par Běleč nad Orlicí au sud-ouest et par Blešno à l'ouest.

## Galerie

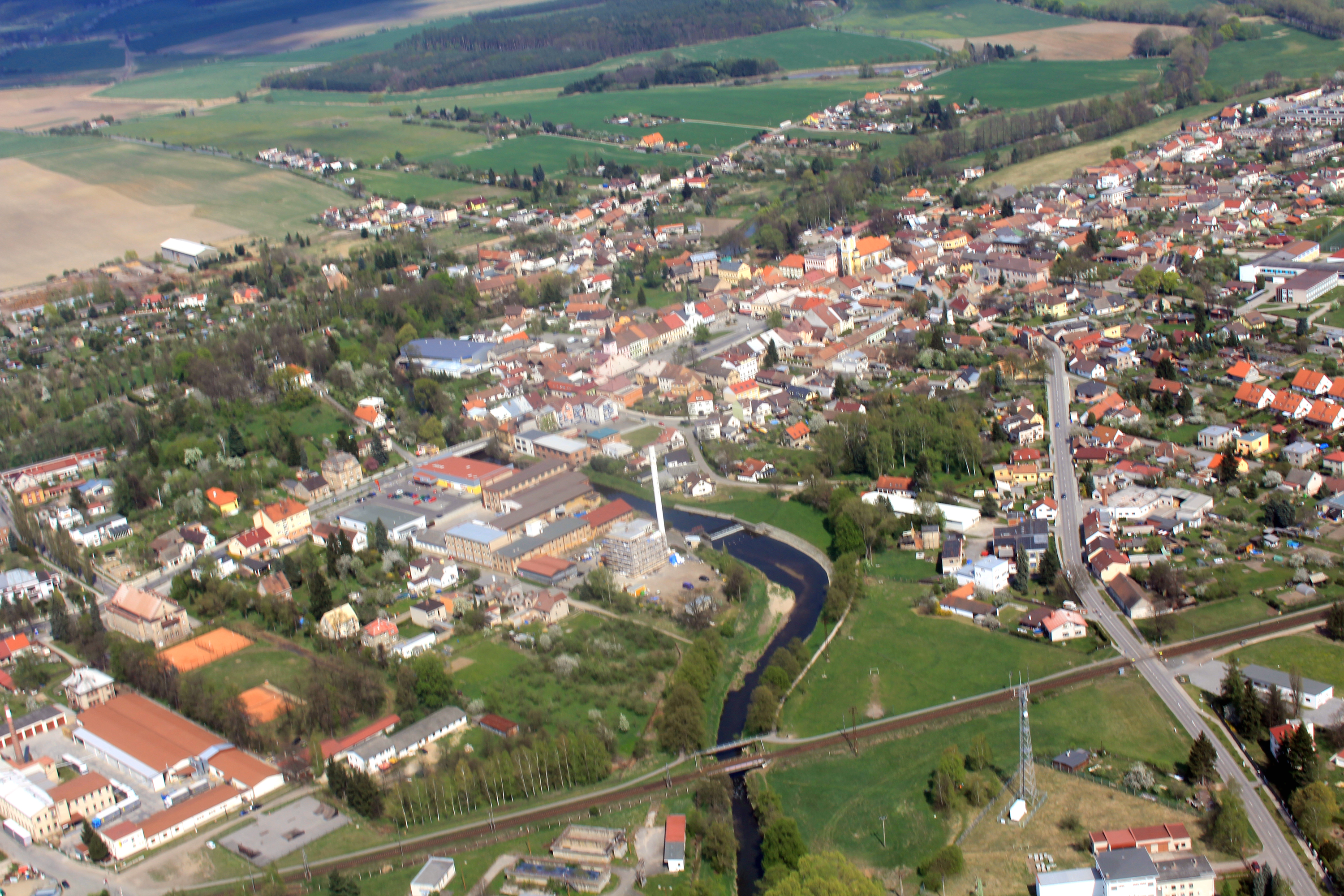
Třebechovice pod Orebem : vue aérienne.
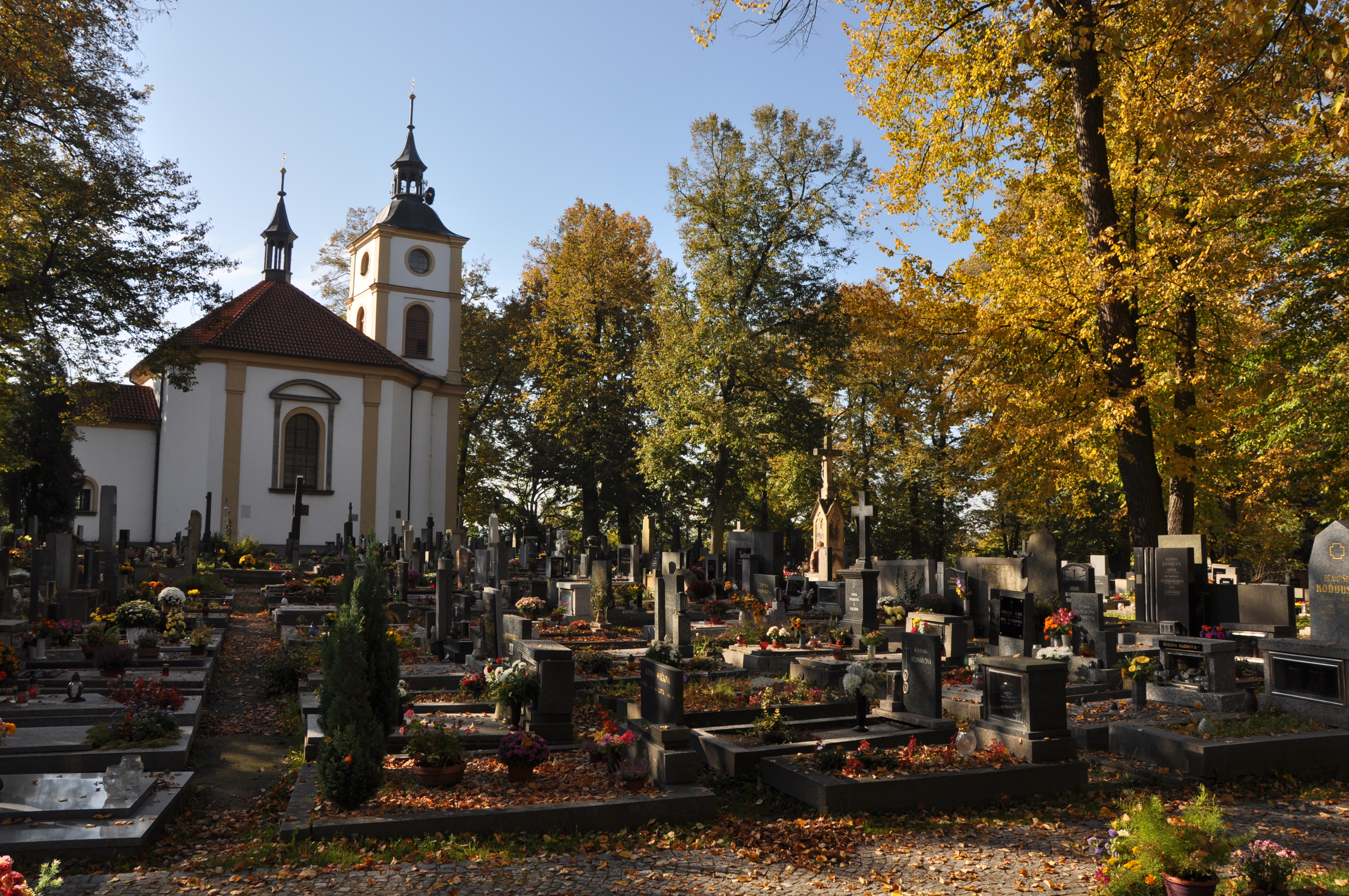
Le sanctuaire du mont Oreb.

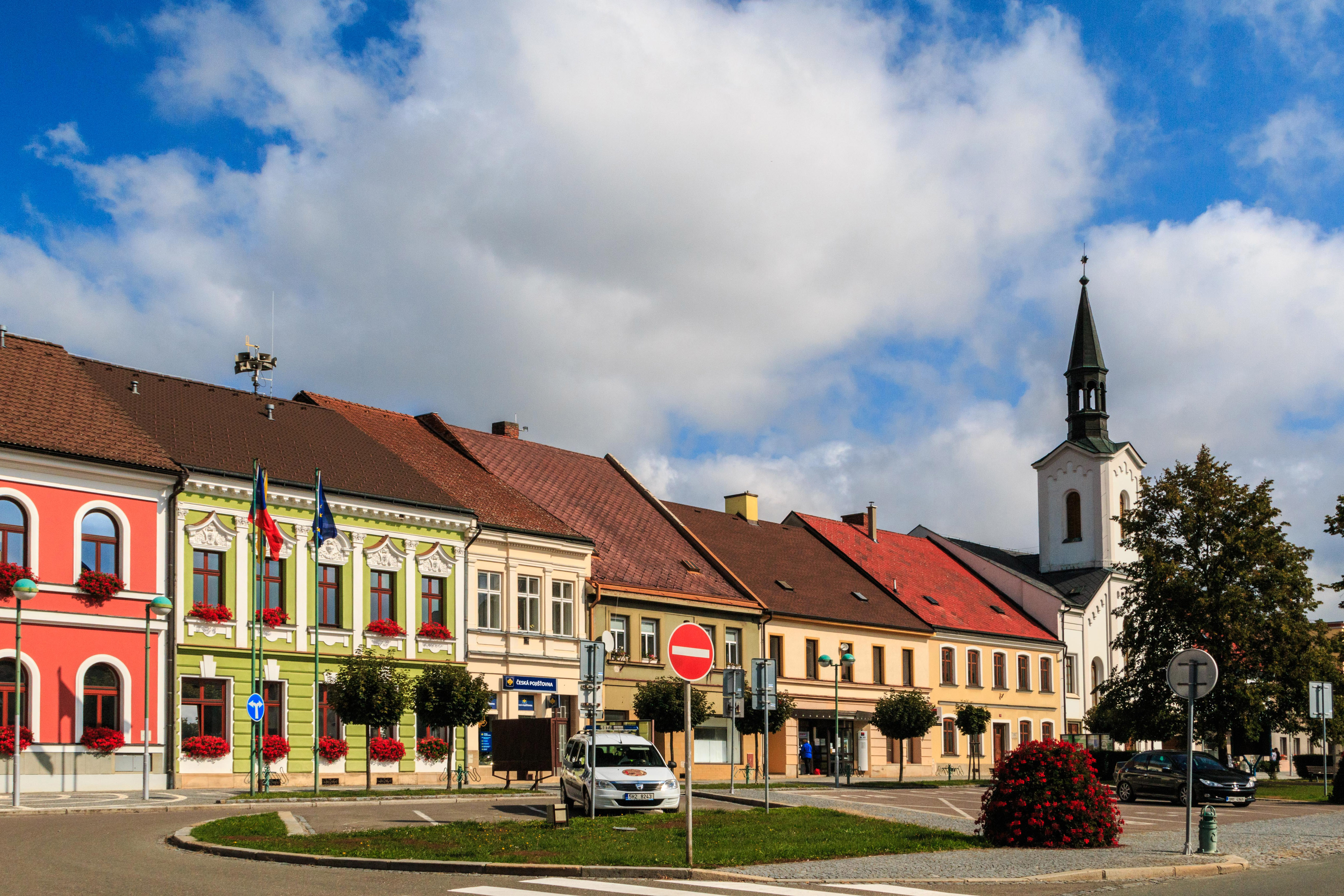
Place Masaryk.
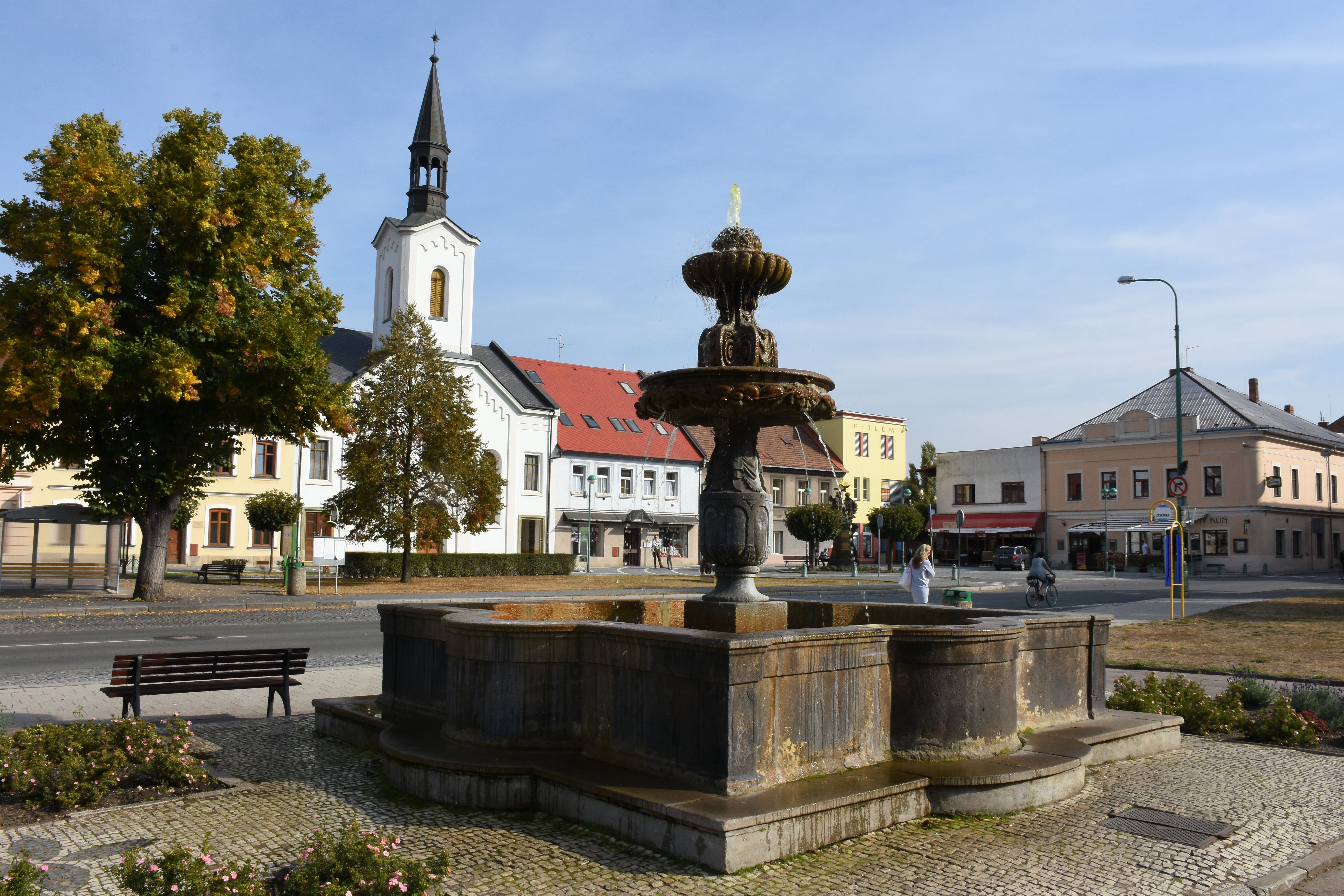
Fontaine place Masaryk.

## Histoire
La première mention écrite de la localité date de 1318.
Longtemps exploité comme vignoble, le mont Oreb fut en 1419 le lieu de rassemblement des Hussites du prêcheur morave Ambroise Radetzky, qui lui donna son nom actuel en référence au mont Horeb de la Bible, d'où le nom d'« Orébites » des adeptes du mouvement. En 1528, Zdeněk Trčka de Lípa y fit construire une chapelle en bois, démolie en 1826. Jan Theobald Held y consacra en 1835 une église néo-baroque, l'église du Corps du Christ. Le mont Oreb devint à partir de 1868 un lieu de ralliement des patriotes tchèques. La ville de Třebechovice a pris le nom de cette colline en 1920, pour devenir Třebechovice pod Orebem.

## Transports
Par la route, Třebechovice pod Orebem se trouve à 9 km de Týniště nad Orlicí, à 13 km de Hradec Králové et à 131 km de Prague.